# لیزی گرین
الیزابت آنی گرین (انگلیسی: Elizabeth Anne Greene؛ زادهٔ ۱ مهٔ ۲۰۰۳) بازیگر اهل ایالات متحده آمریکا است. وی از سال ۲۰۱۴ میلادی تاکنون مشغول فعالیت بوده‌است.
از فیلم‌ها یا برنامه‌های تلویزیونی که وی در آن نقش داشته‌است می‌توان به یک میلیون چیز کوچک در سال ۲۰۱۸ اشاره کرد.